# Nampo
Nampo (phát âm [nam.pʰo],Nam Phố) là một thành phố cảng ở tỉnh Nam P'yŏngan, Cộng hòa Dân chủ Nhân dân Triều Tiên. Nằm trên bờ phía bắc của sông Đại Đồng, cách của sông 15 km. Đây là một thành phố đặc biệt trực thuộc trung ương (Chikhalsi) từ 1980 đến 2004, sau đó nó được chuyển thành một "Thành phố đặc biệt" (T'ŭkgŭpsi) thuộc tỉnh Nam P'yŏngan. Nampo cách thủ đô P'yŏngyang 50 km về phía tây nam, ở cửa sông Đại Đồng.
Namp'o ban đầu là một làng đánh cá nhỏ và trở thành một cảng ngoại thương vào năm 1897, phát triển thành một thương cảng hiện đại vào năm 1945 sau Thế Chiến II. Với sự gia tăng nhanh chóng trong đầu tư nhà nước, năng lực công nghiệp của thành phố tăng nhanh. Một số cơ sở công nghiệp của thành phố bao gồm nhà máy ôtô Pyeonghwa Motors,nhà máy Namp'o Smelter Complex, công ty Namp'o Glass Corporation, Namp'o Shipbuilding Complex, Namp'o Fishery Complex, và các nhà máy trung ương và địa phương khác. Namp'o là trung tâm công nghiệp đóng tàu của CHDCND Triều Tiên. Phía bắc của thành phố là các cơ sở để vận chuyển hàng hóa, sản phẩm thủy sản, sản phẩm từ thủy sản, và một nhà máy muối biển. Táo trồng ở huyện Ryonggang (룡 강군) của thành phố là một sản phẩm nổi tiếng của địa phương.

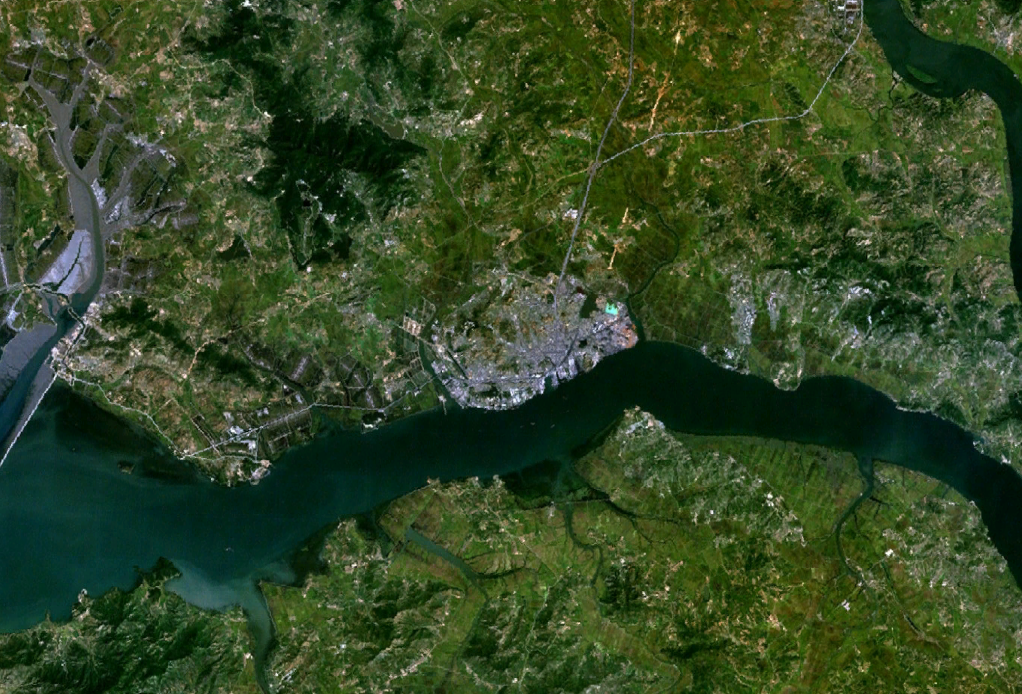
Namp'o Nhìn từ không gian.

## Khí hậu
| Dữ liệu khí hậu của Namp'o              | Dữ liệu khí hậu của Namp'o | Dữ liệu khí hậu của Namp'o | Dữ liệu khí hậu của Namp'o | Dữ liệu khí hậu của Namp'o | Dữ liệu khí hậu của Namp'o | Dữ liệu khí hậu của Namp'o | Dữ liệu khí hậu của Namp'o | Dữ liệu khí hậu của Namp'o | Dữ liệu khí hậu của Namp'o | Dữ liệu khí hậu của Namp'o | Dữ liệu khí hậu của Namp'o | Dữ liệu khí hậu của Namp'o | Dữ liệu khí hậu của Namp'o |
| Tháng                                   | 1                          | 2                          | 3                          | 4                          | 5                          | 6                          | 7                          | 8                          | 9                          | 10                         | 11                         | 12                         | Năm                        |
| --------------------------------------- | -------------------------- | -------------------------- | -------------------------- | -------------------------- | -------------------------- | -------------------------- | -------------------------- | -------------------------- | -------------------------- | -------------------------- | -------------------------- | -------------------------- | -------------------------- |
| Trung bình ngày tối đa °C (°F)          | −2 (28)                    | 1 (33)                     | 7 (44)                     | 14 (58)                    | 21 (69)                    | 24 (76)                    | 27 (80)                    | 27 (81)                    | 23 (74)                    | 17 (63)                    | 9 (48)                     | 2 (35)                     | 14 (58)                    |
| Tối thiểu trung bình ngày °C (°F)       | −8 (18)                    | −6 (22)                    | 0 (32)                     | 6 (43)                     | 12 (54)                    | 17 (63)                    | 21 (70)                    | 21 (70)                    | 16 (61)                    | 9 (49)                     | 2 (36)                     | −4 (24)                    | 8 (46)                     |
| Lượng Giáng thủy trung bình mm (inches) | 13 (0.5)                   | 13 (0.5)                   | 25 (1)                     | 43 (1.7)                   | 71 (2.8)                   | 81 (3.2)                   | 260 (10.3)                 | 220 (8.7)                  | 110 (4.3)                  | 43 (1.7)                   | 41 (1.6)                   | 20 (0.8)                   | 940 (37.1)                 |
| Nguồn: Weatherbase                      |                            |                            |                            |                            |                            |                            |                            |                            |                            |                            |                            |                            |                            |

## Giao thông

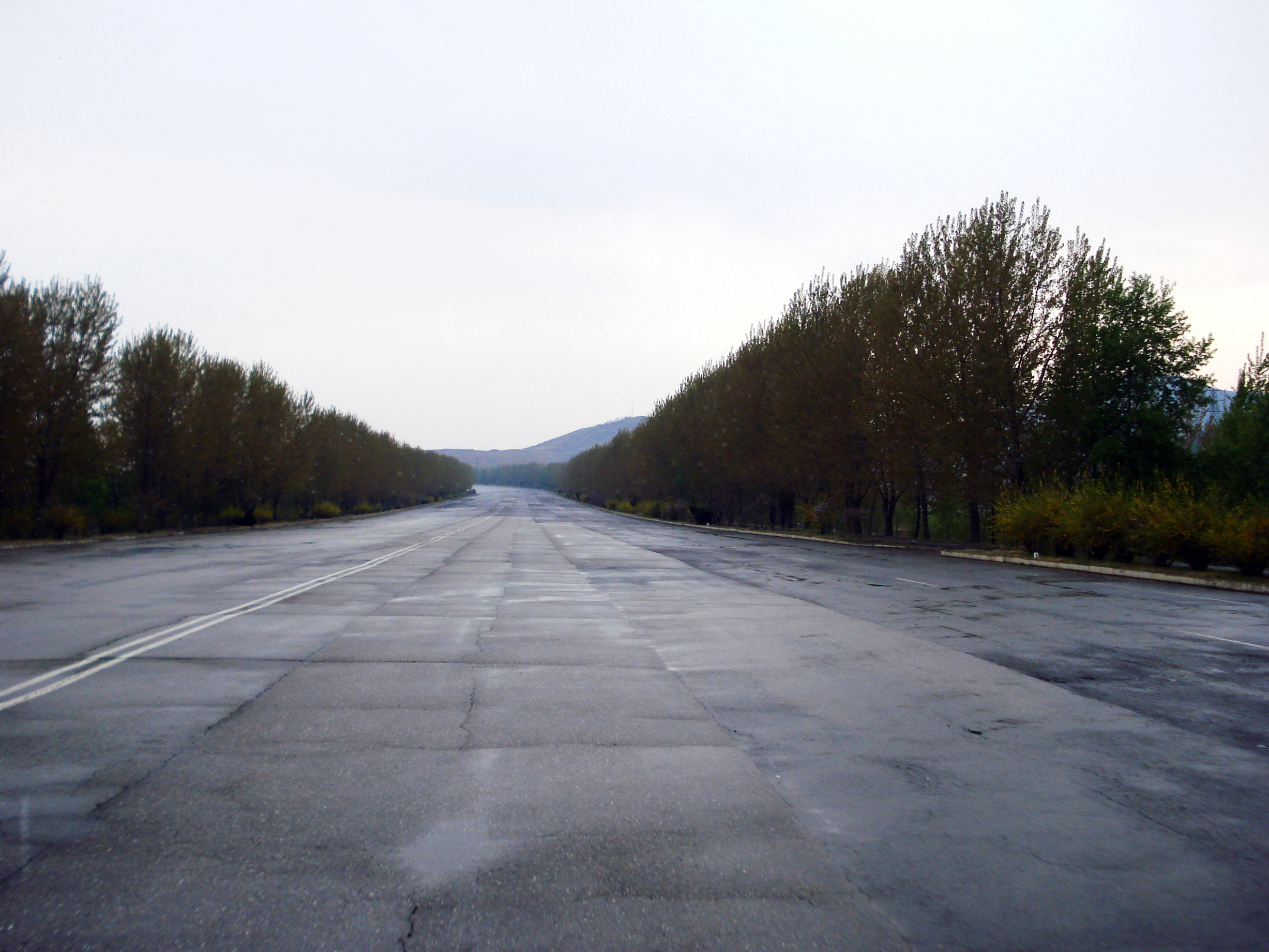
"Xa lộ Pyongyang–Nampo" kết nối thủ đô P'yŏngyang với Nampo

### Đường bộ
Cao tốc Pyongyang–Nampo hay còn gọi là Xa lộ Thanh niên Anh hùng (Youth Hero Motorway) kết nối Namp'o với P'yŏngyang.

### Đường không
Sân bay Onchon ở Onch'ŏn-gun phục vụ thành phố đặc biệt Namp'o; Air Koryo Khai thác các chuyến bay từ đây.

### Đường sắt
Có một tuyến đường sắt nối Namp'o với P'yŏngyang chạy song song với "Xa lộ Pyongyang–Nampo".

### Đường biển
West Sea Barrage của cảng Namp'o, được tạo ra bằng các xây dựng một bức tường trên biển dài 8-km, có ba khoang khóa cho phép cho tàu đến 50.000 tấn, và 36 cửa cống. Namp'o Harbour thường được sử dụng như các cảng chủ yếu của phục vụ cho việc tiếp nhận lương thực viện trợ nước ngoài vào Triều Tiên.
Năm 2008, cầu cảng nhận được một số lô hàng hạt ngũ cốc; lô hàng đầu tiên chuyển giao vào tháng Sáu đã được gửi bởi Hoa Kỳ và bao gồm 38.000 tấn hàng. Một tổ chức nhân đạo có trụ sở ở Hàn Quốc, Join Together Society, tặng một lô bột mì tháng Mười cùng năm trọng lượng khoảng 500 tấn. Cảng Namp'o có các thiết bị cảng hiện đại, có thể tiếp nhận tàu 20.000 tấn nhưng cảng bị đóng băng trong mùa đông. Namp'o như của ngõ vào Pyongyang từ biển Hoàng Hải.

## Giáo dục
Các trường đại ở Namp'o bao gồm
- Đại học Nampo (Namp'o University)
- Đại học Sohea(Sŏhae University)
- Cao đẳng Samgwang (Samgwang College)
- Cao đẳng Sunhwa (Sunhwa College)
- Đại học Y Nampo (Namp'o University of Medicine)
- Đại học Nông nghiệp Nampo (Namp'o University of Agriculture)
- Cao đẳng ccoong nghiệp tàu thủy Nampo (Namp'o College of Shipping Industry)
- Namp'o Building Materials College
- Namp'o University of Fisheries

## Khác
Các điểm du lịch bao gồm Waudo Pleasure Ground, với một bãi biển, một bệnh viện điều dưỡng và các cơ sở vui chơi giải trí. anh lam thắng cảnh gần đó bao gồm West Sea Barrage, Ba ngôi mộ ở Kangsŏ, ngôi mộ ở Tokhung-dong, Susan Spa, Chongsan Spa, Kangsŏ Mineral Springs và hồ T'aesang.

## Thành phố kết nghĩa
- Thiên Tân, Trung Quốc
- St. Petersburg, Nga
- Chiautempan, Mexico